# Ercheia zygia
Ercheia zygia är en fjärilsart som beskrevs av Swinhoe 1885. Ercheia zygia ingår i släktet Ercheia och familjen nattflyn. Inga underarter finns listade i Catalogue of Life.